# France Gall
France Gall, właśc. Isabelle Geneviève Marie Anne Gall (ur. 9 października 1947 w Paryżu, zm. 7 stycznia 2018 w Neuilly-sur-Seine) – francuska piosenkarka, zwyciężczyni konkursu Eurowizji 1965 w barwach Luksemburga.

## Życiorys
Isabelle Geneviève Marie Anne Gall urodziła się 9 października 1947 roku w 12. dzielnicy Paryża. 
Pochodziła z rodziny związanej z muzyką i sztuką; jej ojcem był Robert Gall – tekściarz tworzący w latach 60. XX wieku dla takich artystów jak m.in.: Edith Piaf, Marie Laforêt czy Charles Aznavour. Matką Isabelle była natomiast Cécile Berthier – córka Paula Berthiera, kompozytora i współzałożyciela chóru męskiego Les Petits Chanteurs à la Croix de Bois oraz siostra Jacquesa Berthiera – kompozytora chrześcijańskiej muzyki liturgicznej i organisty. Kuzynami Isabelle Gall byli: muzyk Vincent Berthier de Lioncourt, gitarzysta Denys Lable oraz rzeźbiarz François Brochet.
W 1965 reprezentowała Luksemburg podczas Konkursu Piosenki Eurowizji w Neapolu. Wykonała wówczas piosenkę Serge’a Gainsbourga Poupée de cire, poupée de son, która zwyciężyła w konkursie. W latach 1966–1972 regularnie koncertowała w Niemczech. W 1987 nagrała dedykowaną Elli Fitzgerald piosenkę Ella, elle l'a, która stała się przebojem dyskotek i doczekała wielu coverów (m.in. Francis Cabrel, Kate Ryan, Alizée, Jenifer Bartoli, Natalia Szroeder).
Zmarła w wyniku komplikacji po zakażeniu spowodowanym chorobą nowotworową.

## Dyskografia

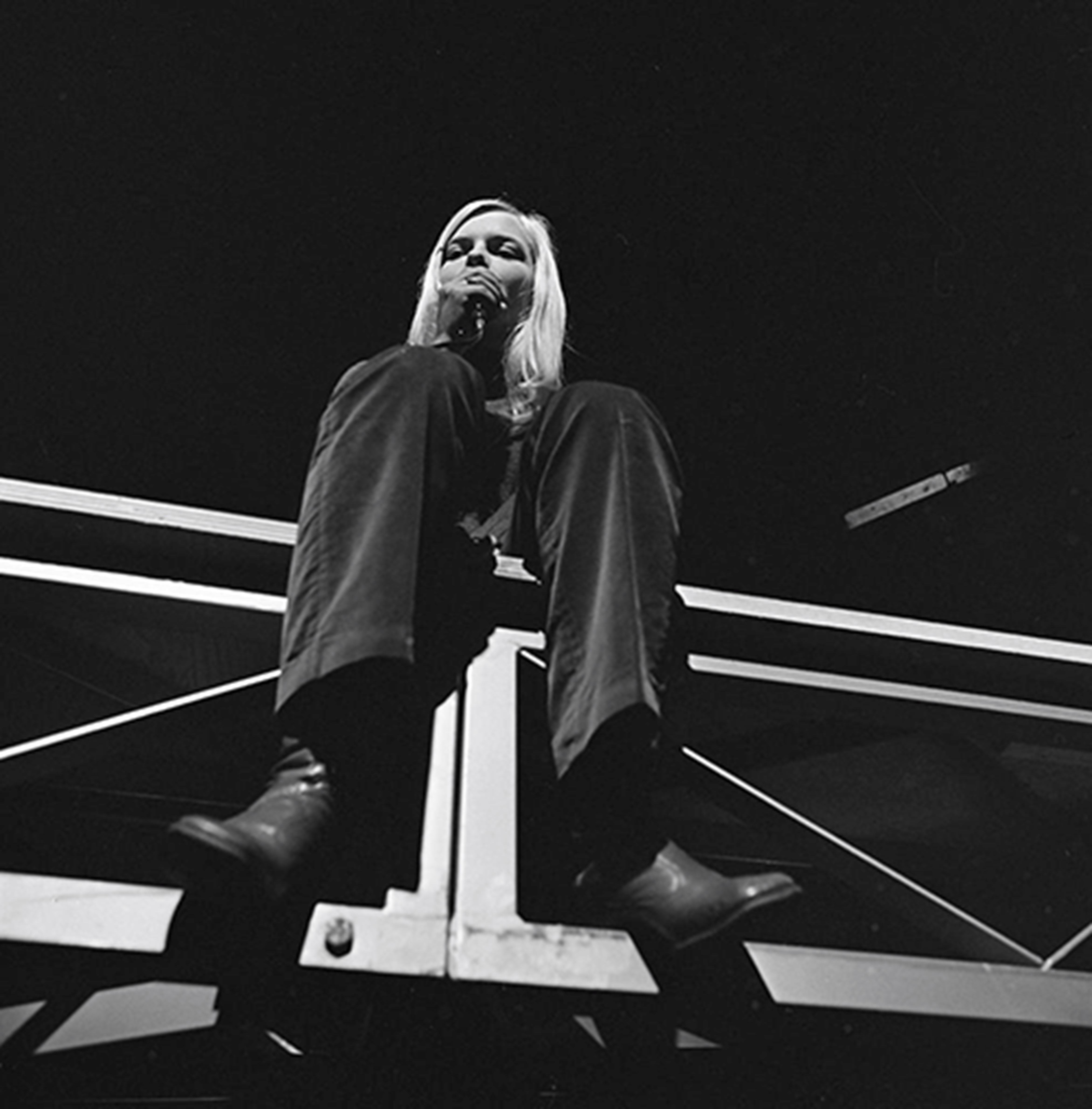
France Gall (1968)

### Albumy
- Les Sucettes (1965)
- Baby Pop (1966)
- 1968 (1967)
- France Gall (6 stycznia 1976)
- Dancing disco (27 kwietnia 1977)
- France Gall Live (live album, 9 listopada 1978)
- Starmania (różni artyści) (16 października 1978)
- Paris, France (19 maja 1980)
- Tout pour la musique (10 grudnia 1981)
- Palais des Sports (live album, 4 listopada 1982)
- Débranche (2 kwietnia 1984)
- France Gall au Zénith (live album, 4 lutego 1985)
- Babacar (19 lutego 1987)
- Le Tour de France 88 (live album, 7 listopada 1988)
- Double jeu (z Michel Berger, 12 czerwca 1992)
- Simple je (Débranchée à Bercy 93) (live album, 29 października 1993)
- Simple je (Rebranchée à Bercy 93) (live album, 28 stycznia 1994)
- Pleyel (live album, koncert odbył się w 1994 r., wydanie albumu – grudzień 2005)
- France (29 marca 1996)
- Concert public (live, Olympia 1996) & Concert privé (Concert acoustique TV M6 1997) (24 kwietnia 1997)
- Best of France Gall (składanka, 15 czerwca 2004)
- Évidemment (składanka, 7 października 2004)

### Single

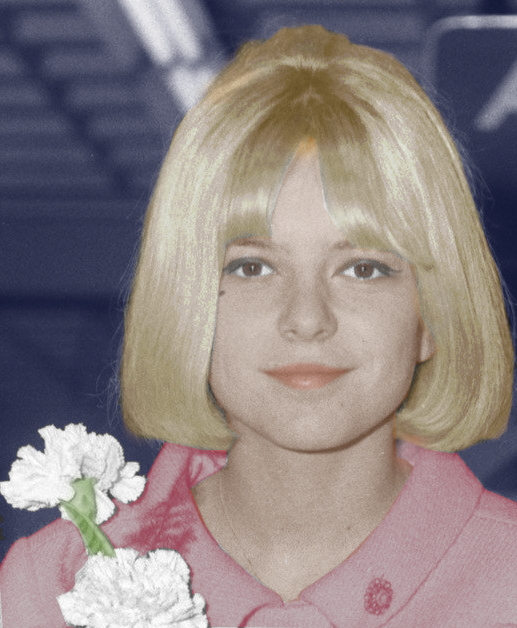
France Gall w 1965

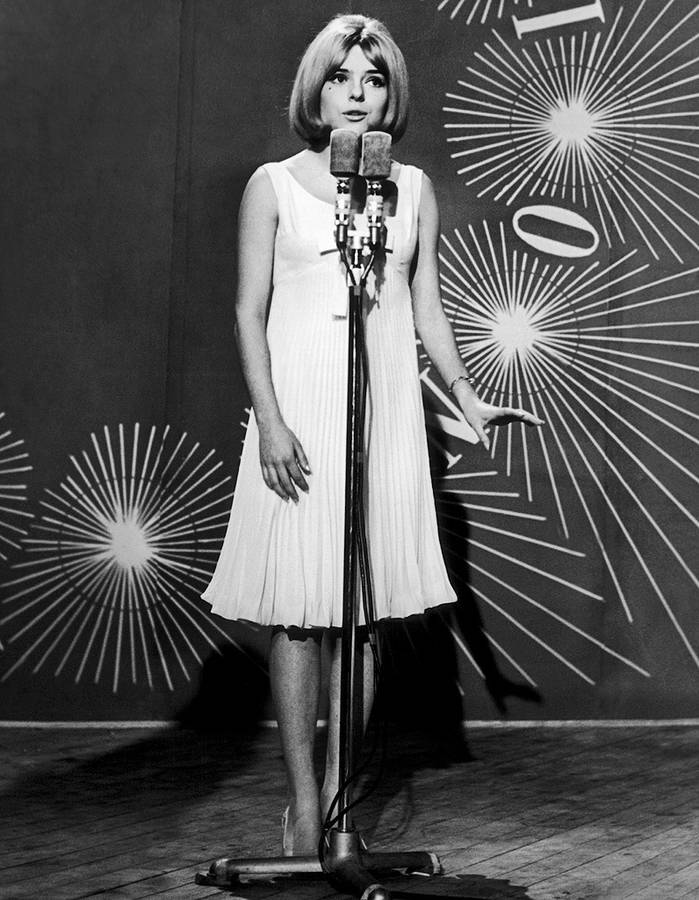
France Gall jako reprezentantka Luksemburga na Konkursie Piosenki Eurowizji 1965 w Neapolu

- „Ne sois pas si bête” Stand a little closer (październik 1963)
- „N’écoute pas les idoles” (1964)
- „Jazz à gogo” (1964)
- „Laisse tomber les filles” (1964)
- „Sacré Charlemagne” (1964)
- „Poupée de cire, poupée de son” (1965)
- „Attends ou va-t’en” (1965)
- „Nous ne sommes pas des anges” & „L’Amérique” (1965)
- „Baby pop” (1966)
- „Les Sucettes” (1966)
- „Néfertiti” (1967)
- „Bébé requin” (1967)
- „Toi que je veux” (1967)
- „Le Temps du tempo” (1968)
- „Y’a du soleil à vendre” (1968)
- „24 / 36" (1968)
- „Homme tout petit” (1969)
- „Les Années folles” (1969)
- „Baci, baci, baci” (1969)
- „Zozoï” (1970)
- „Les Éléphants” (1970)
- „C’est cela l’amour” (1971)
- „Chasse neige” (1971)
- „Frankenstein” (1972)
- „5 minutes d’amour” (1972)
- „Plus haut que moi” (1973)
- „La déclaration” (maj 1974)
- „Mais, aime-la” (październik 1974)
- „Comment lui dire?” (1975)
- „Ce soir je ne dors pas” (kwiecień 1976)
- „Ça balance pas mal à Paris” (z towarzyszeniem Michela Bergera) (czerwiec 1976)
- „Musique” (maj 1977)
- „Si, maman si” (październik 1977)
- „Le meilleur de soi-même” (styczeń 1978)
- „Viens je t’emmène” (marzec 1978)
- „Besoin d’amour” (styczeń 1979)
- „Il jouait du piano debout” (czerwiec 1980)
- „Bébé, comme la vie” (październik 1980)
- „Les Aveux / Donner pour donner” (duet z Eltonem Johnem, październik 1980)
- „Tout pour la musique / Résiste” (październik 1981)
- „Amor También (Tout le monde chante)” (maj 1982)
- „Débranche” (6 kwietnia 1984)
- „Hong Kong Star” (17 września 1984)
- „Calypso” (4 lutego 1985)
- „Cézanne peint” (20 maja 1985)
- „Babacar” (3 kwietnia 1987)
- „Ella, elle l’a” (24 sierpnia 1987)
- „Évidemment” (7 marca 1988)
- „Papillon de nuit” (12 września 1988)
- „La chanson d’Azima” (20 marca 1989)
- „Laissez passez les rêves” (29 maja 1992)
- „Superficiel et léger” (12 października 1992)
- „Les élans du coeur” (15 stycznia 1993)
- „Mademoiselle Chang (live)” (6 maja 1993)
- „Si, maman si (live)” (5 listopada 1993)
- „Il jouait du piano debout (live)” (grudzień 1993)
- „La négresse blonde (live)” (2 lutego 1994)
- „Paradis Blanc (live)” (15 marca 1994)
- „Les princes des villes” (14 listopada 1994)
- „Plus haut” (15 marca 1996)
- „Message personnel” (25 października 1996)
- „Privée d’amour” (5 listopada 1996)
- „Résiste (remix)” (14 lutego 1997)
- „Attends ou va-t’en (live)” (15 maja 1997)
- „Zozoï” (2003) – Ponowna publikacja oryginalnego tytułu z 1970 roku przez Jazzman Records
- „La seule chose qui compte” (20 sierpnia 2004)